# ثيلما هوستون
ثيلما هوستون (بالإنجليزية: Thelma Houston)‏ هي ملحنة وموسيقية ومغنية مؤلفة ومغنية وممثلة أمريكية، ولدت في 7 مايو 1946 بليلاند في الولايات المتحدة.

## وصلات خارجية
- ثيلما هوستون على موقع IMDb (الإنجليزية)
- ثيلما هوستون على موقع ميوزك برينز (الإنجليزية)
- ثيلما هوستون على موقع أول موفي (الإنجليزية)
- ثيلما هوستون على موقع إن إن دي بي (الإنجليزية)
- ثيلما هوستون على موقع أول ميوزيك (الإنجليزية)
- ثيلما هوستون على موقع ديسكوغز (الإنجليزية)
- ثيلما هوستون على موقع قاعدة بيانات الفيلم (الإنجليزية)